# Dubbeltjesschelp
De dubbeltjesschelp (Lucinella divaricata) is een tweekleppigensoort uit de familie Lucinidae. De wetenschappelijke naam werd in 1758, als Tellina divaricata, gepubliceerd door Carl Linnaeus in de tiende editie van Systema naturae. Vanwege de opvallende, schuin over de schelp golvende groeven wordt hij ook wel vingerafdrukje genoemd.

## Beschrijving
De kleppen van de dubbeltjesschelp zijn klein en bijna rond, ongeveer 5-10 mm in diameter. De snavel is licht naar voren gedraaid. Het maantje is diep en de binnenrand is licht gekarteld. De rechterklep heeft één kardinale tand en enkele voorste en achterste laterale tanden. De linkerzijde heeft twee kardinalen en twee voorste en twee achterste lateralen. De schelp heeft vaak schuine, golvende strepen die over fijne concentrische groeven lopen. Het buitenoppervlak van de schelp is vuilwit tot geelachtig wit van kleur.
Dankzij chemoautotrofe bacteriën in hun kieuwen kunnen ze goed overleven in substraten die rijk zijn aan waterstofsulfide.

## Verspreiding
De dubbeltjesschelp komt voor in de noordoostelijke Atlantische Oceaan, van het Kanaal tot aan Madeira en de Canarische Eilanden, de Middellandse Zee en de Zwarte Zee. Fossielen zijn bekend uit Cenozoïsche afzettingen in heel Europa. Deze soort wordt gevonden in modderig zand en grind op de lagere oever en in het sublitoraal.